# Jonathan Temple
Jonathan Temple (14 Aug, 1796 – 31 mai 1866) a venit în Los Angeles în anul 1828, devenind un mare proprietar de pământ, crescător de animale și totodată și unul dintre cei mai bogați cetățeni.
Jonathan (cunoscut si sub numele de Don Juan) Temple s-a născut în Reading, Massachusetts. Temple a locuit în Hawaii și în San Diego înainte de a-și deschide un magazin în Los Angeles în anul 1828, magazin de care a avut grijă timp de aproape 30 de ani. S-a căsătorit cu Rafaela Cota în anul 1830, împreună având o fată, Francisca Temple.
În 1843 acesta cumpără de la familia Cota cei 27,000 de acri (110 km2) pe care îi cuprindea Rancho los Cerritos. Clădirea din chirpici pe care acesta o construiește pe teritoriul ranch-ului său în 1844 supraviețuiește de-alungul timpului, fiind considerată un monument istoric al Californiei în ziua de azi. Temple și ferma sa au jucat un rol important în războiul mexicano-american. Acesta a creat o fermă de animale prosperă, și astfel a ajuns cel mai bogat om din districtul Los Angeles.
În vremea anilor 1840, Temple a fost activ în domeniul comerțului naval de-alungul coastei Californiei si a Mexicului, deținând pământuri aflate între Acapulco si Mazatlán. În 1856 a devine proprietarul monetăriei naționale mexicane, o concesiune pe care o conduce alături de fiica sa până în anul 1893.
Temple a fost în același timp și unul dintre primii constructori din Los Angeles, clădirile sale fiind astăzi monumente istorice, Temple Block și Market House fiind doar două exemple. Acestea au servit în trecut drept sediu administrativ al districtului, având și judecătoria din district, dar și primul teatru adevărat din sudul Californiei. A fost și cel dintâi primar al orașului Los Angeles după capturarea acestuia de către Statele Unite ale Americii în timpul Războiului mexicano-american. Temple Street (Los Angeles) este numită astfel în onoarea sa.
Și-a trăit ultimii ani din viață în San Francisco unde a murit în anul 1866, la două luni după ce vinde Los Cerritos către "Flint, Bixby & Co."